# Belkovite
La belkovite è un minerale scoperto nel 1991 il cui nome è stato attribuito in onore del mineralogista sovietico  Igor Vladimirovich Bel'kov (1917-1989).

## Morfologia
La belkovite si presenta come anelli sul pirocloro ricco di bario e come piccoli cristalli aggregati a forma di botte data dalla combinazione di prismi e terminazioni pinacoidali.

## Origine e giacitura
La belkovite è stata trovata nelle carbonatiti di dolomite-calcite associata con magnetite, pirocloro, flogopite, clorite, pirite, pirrotite, apatite, barite, alstonite e nenadkevichite.